# Nelly Alicia Bó
Nelly Alicia Bó (Conesa, 24 de agosto de 1924 - Monte Hermoso, 6 de junio de 2024) fue una destacada ornitóloga argentina, especializada en las aves ictiófagas —aquellas que se alimentan de peces— de la República Argentina.

## Biografía
Nelly Alicia Bó nació el 24 de agosto de 1924 en la ciudad de Conesa (provincia de Buenos Aires). Estudio zoología en la Facultad de Ciencias Naturales y Museo de la Universidad Nacional de La Plata, obteniendo en 1951 su doctorado en ciencias naturales, especializada en sistemática de aves. El título de su tesis fue Contribución al conocimiento de las aves ictiófagas continentales de la República Argentina, dirigida por el zoólogo Emiliano Mac Donagh. A lo largo de su carrera académica se especializó en el estudio de las aves ictiófagas del país. De esta forma, recorrió distintos puntos de la Argentina describiendo las especies presentes; realizando diferentes aportes al conocimiento de las aves de las provincias de La Pampa, Entre Ríos y Buenos Aires, entre otras; incluyendo listados, comentarios y descripciones de especies; así como los nombres comunes que reciben las especies. En sus investigaciones, publicó de forma asidua junto con Jorge R. Navas, un pionero de la ornitología argentina.
En cuanto a la gestión académica, desempeñó distintos cargos en la Facultad y el Museo de La Plata entre los años 1947 y 1996, llegando a ser jefa de la División Zoología de Vertebrados del Museo de La Plata entre los años 1988 y 1991.
Falleció en la ciudad de Monte Hermoso el día 6 de junio de 2024, con 99 años de edad y a pocas semanas de llegar a los 100 años.